# Paralacydes gracilis
Paralacydes gracilis är en fjärilsart som beskrevs av Butler 1898. Paralacydes gracilis ingår i släktet Paralacydes och familjen björnspinnare. Inga underarter finns listade i Catalogue of Life.